# Едмундстон
47°22′35.4″ пн. ш. 68°19′31.25″ зх. д. / 47.376500° пн. ш. 68.3253472° зх. д.

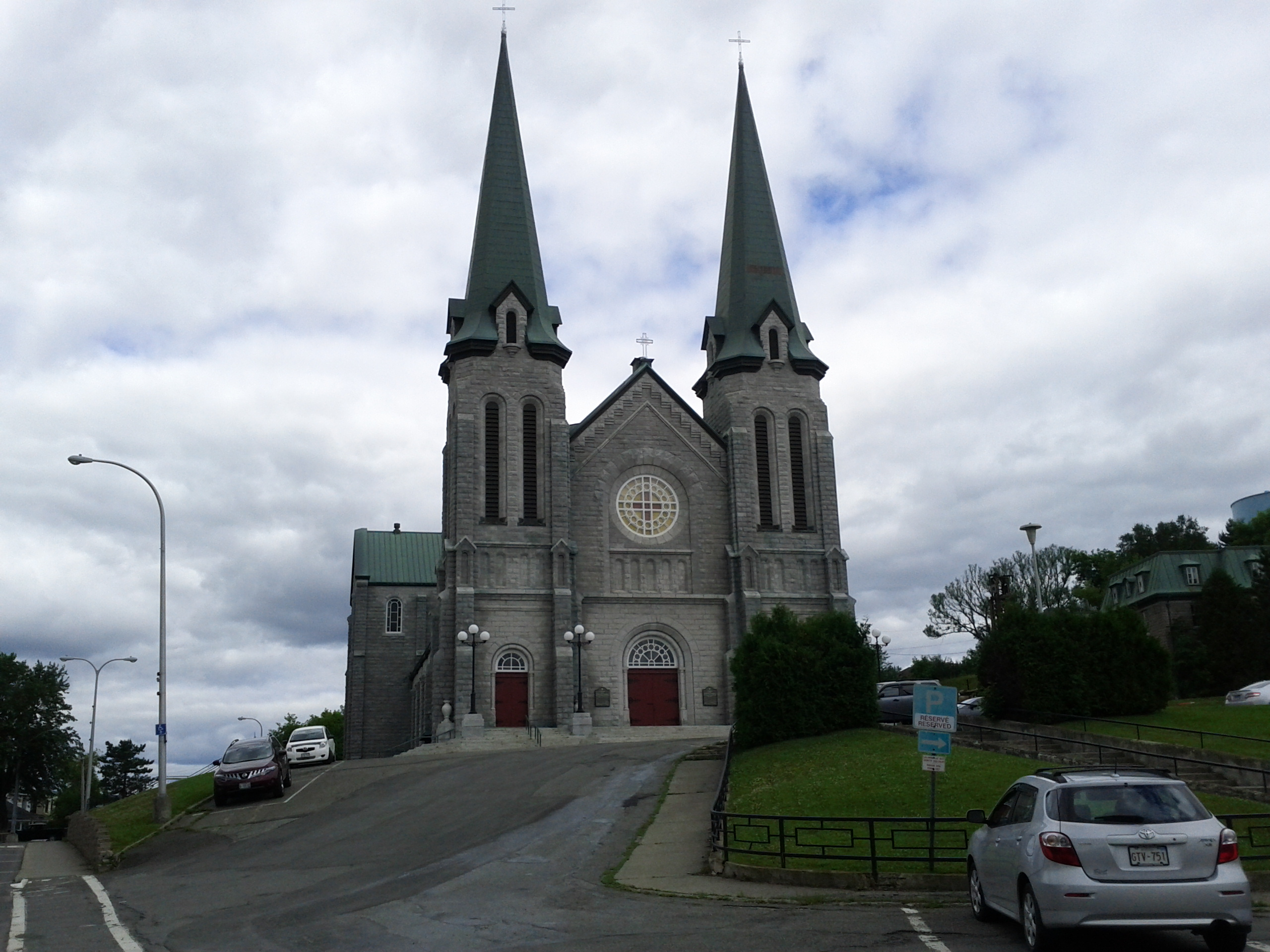
Собор

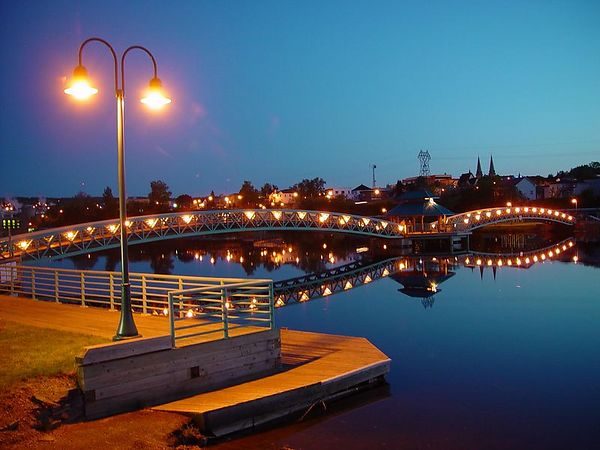
Едмундстон вночі

 Едмундстон  (фр. Edmundston) — місто в канадській провінції Новий Брансвік. Засноване в 1850 р.; площа — (165,5 км²); населення — 16 643 чол. (2006); щільність (162,5 /км²). Річка Сент-Джон (англ. Saint John River) тече через місто.
На стародавніх картах місто позначено як Маленький Водоспад (фр. Petit-Sault) і названо в честь лейтенант-губернатора Нового Брансвіка Едмунда Хеда (фр. Edmundston) у 1850 р.
Є найбільшим франкомовним містом Нового Брансвіка. У 1838—1839 роках місто було центром безкровної Арустукської війни (фр. Guerre d'Aroostook) між Великою Британією і США.
У місті знаходиться целюлозно-паперовий комбінат «Фрейзер Пейперс» (англ. Fraser Papers Inc.).
До визначних пам'яток Едмундстон відносять: 
- Собор Непорочного Зачаття, побудований у 1924 році в стилі, що представляє синтез романського й готичного архітектурних стилів і вміщає 1200 чоловік.
- Англійський форт Ду-Петіт-Соулт (Пті-Со), побудований у 1841 році.
- Провінційний парк Де-ля-Републик.
- Музей раритетних автомобілів.
- Історичний музей Мадаваскі.
- Ботанічний сад провінції Нью-Брансвік, розташований у Сен-Жаке, передмісті Едмундстона, де на площі в 7 га висаджено 80 тисяч рослин.